# Cebrio ruficollis
Cebrio ruficollis là một loài bọ cánh cứng trong họ Cebrionidae. Loài này được Fabricius miêu tả khoa học năm 1798.